# JEN Einkaufscenter Jenfeld
Het JEN Einkaufscenter Jenfeld is een overdekt winkelcentrum in het stadsdeel Jenfeld in de Duitse stad Hamburg.

## Ligging
Het Jen Einkaufscenter ligt in het Hamburgse district Wandsbeck. Het bouwblok van het centrum wordt aan de zuidzijde begrensd door de Rodigallee, aan de westzijde door de Grabkeweg, aan de noordzijde door de Bei den Höfen en aan de oostzijde door de Öjendorfer Damm. Het centrum is bereikbaar met de bus en auto. Het centrum beschikt over een eigen parkeergarage.

## Geschiedenis
Het winkelcentrum Jenfeld werd geopend in november 1975 met 39 winkels op een oppervlakte van circa 10.000 m². Drie jaar later, in 1978, opende J.J. Kahlow een kleine bioscoop met 96 zitplaatsen, de Regina-Cinema, zijn deuren. Na korte tijd werd de bioscoop weer gesloten. In de loop der jaren werden bouwkundige veranderingen doorgevoerd en werd het centrum vergroot tot 12.500 m² en 50 winkels.

## Gebruik
Het winkelcentrum heeft een oppervlakte van ca. 12.500 m² met winkels, artsenpraktijken en kantoren op de begane grond en artsenpraktijken en kantoren op de eerste verdieping. Het winkelcentrum is via een loopbrug over de Rodigallee verbonden met een parkeergarage met 800 parkeerplaatsen.

## Eigendom en beheer
Het beheer van het centrum ligt in handen van Grand City property Ltd.